# Маніяк-поліцейський 2
Маніяк поліцейський 2 (англ. Maniac Cop 2) — американський фільм жахів 1990 року, знятий режисером Вільямом Лустігом.

## Сюжет
Всі думають, що Метт Корделл потонув у безоднях річки, куди він упав у поліцейській вантажівці, але вони жорстоко помиляються. Метт сам призначив себе суддею, журі присяжних і катом. Зовсім недавно він був героєм, найкращим поліцейським, але його прихильність до справедливості додало йому ворогів, владних і безжальних, могутніх і непримиренних. Вони відправили його у в'язницю, прямо в лапи злих злочинців, яких він сам нещодавно засадив за ґрати. Але тепер їх обман і корупція створили монстра, якого не може контролювати ніхто. Повсталий з мертвих маніяк поліцейський знову на посту і єдиний квиток, який він виписує це квиток на кладовище.

## У ролях
| Актор               | Роль                     |
| ------------------- | ------------------------ |
| Роберт Даві         | детектив Шон Маккіні     |
| Клаудія Крістіан    | С'юзан Рілей             |
| Майкл Лернер        | Едвард Дойл              |
| Брюс Кемпбелл       | Джек Форрест             |
| Лорен Лендон        | Тереза Меллорі           |
| Роберт З'Дар        | Метт Корделл             |
| Кларенс Вільямс III | Блум                     |
| Лео Россі           | Туркелл                  |
| Лу Бонакі           | детектив Ловджой         |
| Пола Трікі          | Шері                     |
| Чарльз Неп'єр       | Ль'ю Бреді               |
| Сантос Моралес      | продавець                |
| Роберт Ерл Джонс    | Гаррі                    |
| Ендрю Гілл Н'юман   | громадянин               |
| Анхель Салазар      | патрульний офіцер        |
| Вінсент Руссо       | таксист                  |
| Генк Гаррет         | Том Охентон              |
| Бо Дітл             | детектив                 |
| Чарлі Альфано       | прапораносець            |
| Курек Ешлі          | офіцер поліції 1         |
| Нік Барбаро         | капітан охорони          |
| Джон Барнс          | тюремний охоронець       |
| Беррі Бреннер       | судово-медичний експерт  |
| Джо Чірілло         | офіцер поліції 2         |
| Марк Чемлін         | пішохід                  |
| Чарлз Кроугвелл     | опікун 2                 |
| Шеллі Десай         | засуджений               |
| Джеймс Діксон       | офіцер                   |
| Джуд Фарезе         | сержант                  |
| Генрі Ферен         | священик                 |
| Девід Грейвз        | опікун 1                 |
| Ліза Крамер         | санітар швидкої допомоги |
| Леннон              | власник клубу            |
| Френк Пеше          | Strip Club M.C.          |
| Сем Реймі           | телеведучий              |
| Дебра Сарратегу     | бармен                   |
| Лінда Сільвер       | жінка полісмен           |
| Денні Трехо         | в'язень                  |
| Одрі Мерлін         | Interviewee 1            |
| Патрік С. Харріган  | Interviewee 2            |
| Глен Ллойд Хан      | Interviewee 3            |
| Марія Д'Алессіо     | Interviewee 4            |
| Сінтія Бенкс        | дівчина стрип-клубу      |
| Хезер Далберг       | дівчина стрип-клубу      |
| Ненсі Дреган        | дівчина стрип-клубу      |
| Робін Хансен        | дівчина стрип-клубу      |
| Мануелла Мора       | дівчина стрип-клубу      |
| Крістал Сейзер      | дівчина стрип-клубу      |
| Мілдред Смедлі      | дівчина стрип-клубу      |
| Ісобел Вілланера    | дівчина стрип-клубу      |
| Кетрін Баттістоун   | озвучка                  |
| Роджер Аарон Браун  | озвучка                  |
| Берт Росаріо        | озвучка                  |
| Бертон Шарп         | озвучка                  |
| Джейсон Лустіг      | озвучка                  |
| Лі Арнон            | озвучка                  |
| Род Гіст            | озвучка                  |
| Енріке Кастілліо    | озвучка                  |
| Джек Лінден         | озвучка                  |
| Пол Пейп            | озвучка                  |
| Томас Пол Кроук     | в'язень                  |
| Марко Родрігес      | розбійник у магазині     |